# إمدادات المياه والصرف الصحي في أستراليا
نظرًا لأن مخزون الدولة من المياه العذبة معرّض للجفاف بشكل كبير، بسبب عوامل التغير المناخي، فقد وُضِعَ هناك تشديد على ترشيد استهلاك المياه، وقد يصل الأمر أحيانًا إلى حد تقييد استخدام المياه.
أصبحت مدينة برث من أولى المدن الأسترالية التي طبّقت نظام تحلية مياه البحر، في مُنشأة كوينانا لتحلية مياه البحر، وذلك للعمل على زيادة استيعاب المدينة للجفاف. أقيمت منشأة أخرى في كارنل لتزويد أحياء العاصمة سيدني بالمياه خلال فترات الجفاف وعند انخفاض مناسيب السدود. بالإضافة إلى العمل على العديد من المنشآت في مناطق غولد كوست وملبورن وأديلايد. يشيع استخدام المياه المستصلحة شيئاً فشيئاً.
وُضِعَت بعض المنشآت في طور الاستعداد منذ عام 2010 نتيجة لارتفاع معدلات هطول الأمطار، الأمر الذي سبّب حدوث الفيضانات في 2010.
تُعنى حكومات ولايات وأقاليم أستراليا إلى جانب المؤسسات الحكومية بتنظيم عمليات إمدادات المياه في أستراليا الغربية والجنوبية وإقليم شمالي أستراليا بينما تُعنى المؤسسات الحكومية المحلية بتزويد الإمدادات إلى أجزاء من كوينزلاند وتسمانيا. أما المؤسسات الرسمية في فيكتوريا ونيوساوث ويلز وساوث إيست كوينزلاند تقوم بإمداد كمية من المياه ثم تقوم المؤسسات المحلية أو الحكومية بتوزيعها. تقع المسؤولية على عاتق وزراء البيئة والتنمية المستدامة والمياه والسكان لوضع السياسات على مستوى الاتحاد.

## الاستشارة الاجتماعية
تبنّى برنامج ترشيد استهلاك المياه، الذي اتُفِق عليه عام 1994، مفهوم الاستشارات عبر الوكالات الحكومية ومكاتب الخدمات الاجتماعية عند الشروع بتنفيذ مبادرات جديدة أو عند تغييرها بما يخصّ مصادر المياه. لاحقًا، شدّدت خطط ترشيد استهلاك المياه على حق مشاركة المجتمعات في تطوير السياسات الخاصة بإمدادات المياه. تُعنى هذه الخطط أيضًا بتقديم نصائح حول كيفية مشاركة العملاء في اتخاذ القرار والإشراف على فعالية عمليات إمداد المياه وتقديم تقارير حول عدد مرات التزود. يذكر برنامج ترشيد المياه حاجة اطلاع العامّة على نتائج العلاقة بين مستوى أداء البُنى التحتية ومستوى الخدمة بالتكاليف، مع التأكيد على ارتفاع مستوى الخدمة لضمان استحقاق المبالغ المالية التي تدفعها المجتمعات.

## الاستثمار
في العواصم فقط، تم إنفاق ما يزيد عن ملياري دولار أسترالي بين عامي 2007/2008 (أي ما يعادل 1.74 مليار دولار أمريكي، بحسب سعر الصرف في يناير عام 2008 البالغ 1.15). وتُعتبر تكاليف هذه النفقات غير مسبوقة ضمن مجال الصناعة. استثمرت مرافق المياه الحضرية 835 مليون دولار أسترالي في عملية استبدال الممتلكات القديمة ذات الحالة المتدهورة و 535 مليون دولار أسترالي من أجل الحفاظ على موثوقية تلك الممتلكات.

## وصلات خارجية
- National Water Commission
- Commonwealth Scientific and Industrial Research Organisation (CSIRO):Water
- Water Services Association of Australia
- Australian Water Association